# Källstads landskommun
Källstads landskommun var en tidigare kommun i Östergötlands län.

## Administrativ historik
När 1862 års kommunalförordningar trädde i kraft inrättades i Sverige cirka 2 500 kommuner. Huvuddelen av dessa var landskommuner (baserade på den äldre sockenindelningen), vartill kom 89 städer och åtta köpingar. Då inrättades i Källstads socken i Dals härad i Östergötland denna kommun. 
Vid kommunreformen 1952 uppgick denna landskommun i Östgöta-Dals landskommun. Detta området ingår sedan 1980 Vadstena kommun, som det året bröts ut ur Motala kommun.